# Ronal
Die Ronal AG (Eigenschreibweise: RONAL GROUP) ist ein Hersteller von Leichtmetallrädern aus Aluminium für Pkw und Nutzfahrzeuge sowie Duschlösungen und Badezimmermöbel mit Sitz in Härkingen, Schweiz.

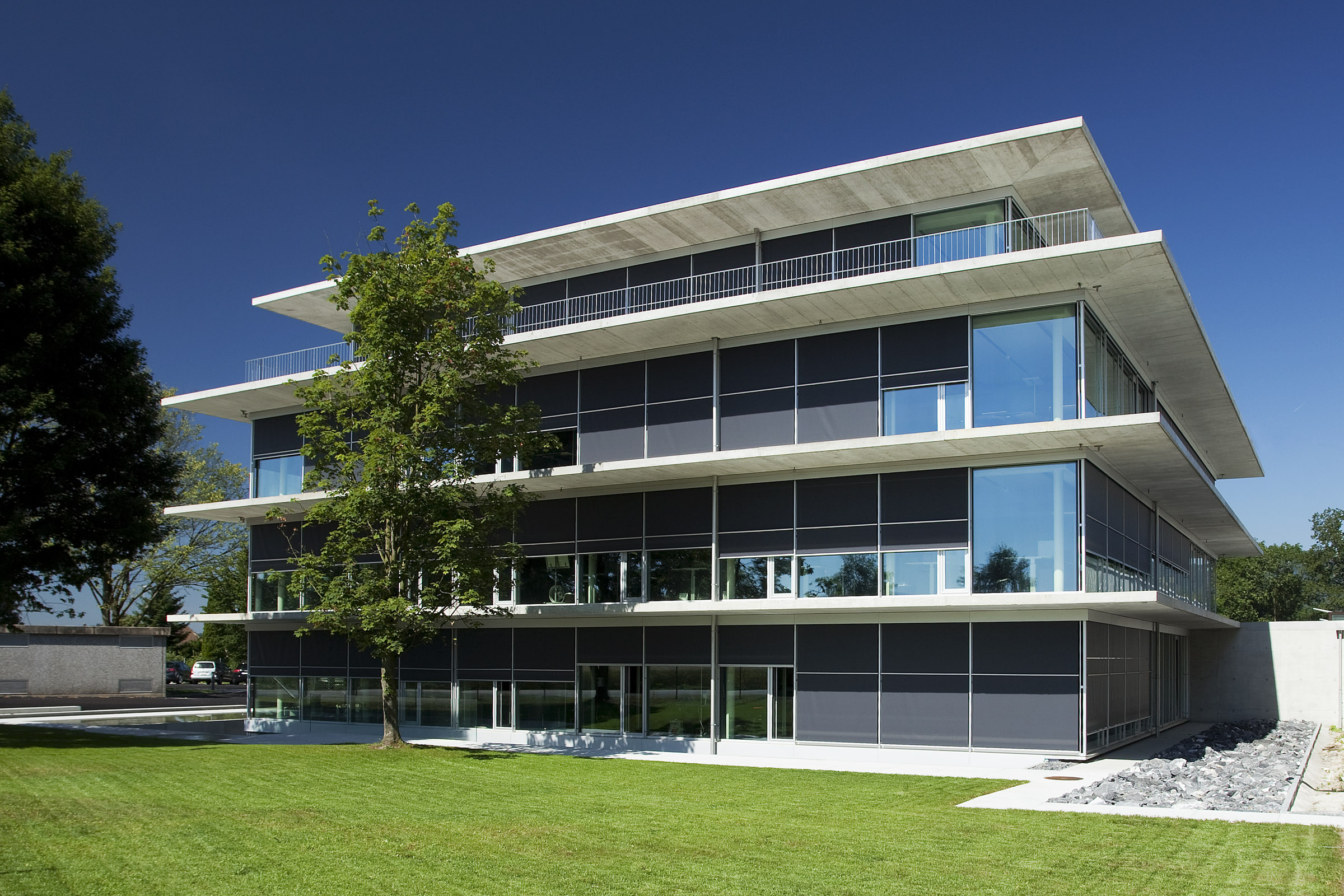
Der Hauptsitz der Ronal AG in Härkingen

## Geschichte

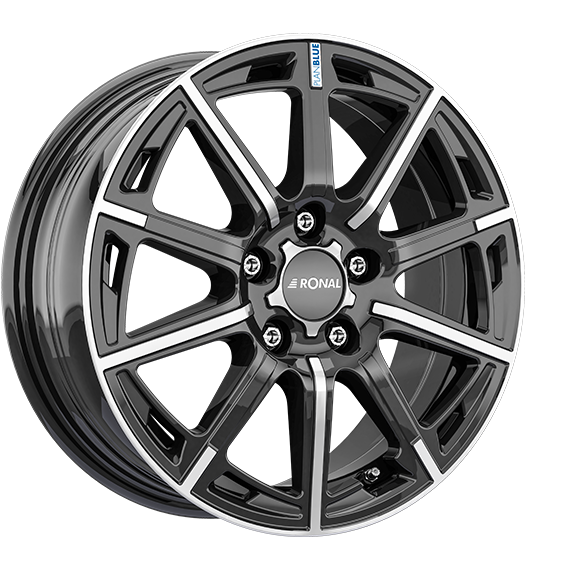
R-60 Blue Rad

1969 wurde Ronal von Karl Roland Wirth im deutschen Walldorf gegründet. Der Name ergab sich aus RON, als Abkürzung seines Mittelnamens und AL steht für Aluminium. Bis Ende des Jahres umfasste das Rad-Sortiment 15 Designs. Die ersten Räder wurden im Sandgussverfahren durch einen externen Partner hergestellt. 1970 wurde das erste Produktionswerk in Forst gegründet. Das Werk hat sich auf die Herstellung von gegossenen Leichtmetallräder spezialisiert. Aufgrund der sehr guten Auftragslage eröffnete 1975 ein zweites Werk in Frankreich. 1981 wurde das bestehende Werk in Forst um zwei neue Produktionshallen und ein Verwaltungsgebäude erweitert. Die bekannte französische Racing-Marke Gotti wurde 1986 übernommen.
Im Jahre 1994 produzierte Ronal mit 1000 Mitarbeitern weltweit zirka 2 Millionen Räder pro Jahr. Mit der Gründung der Ronal AG wird Härkingen, Schweiz, 1998 zum Hauptsitz der Gruppe. Im selben Jahr wurde das erste Werk in Querétaro, Mexico gegründet. 2007 erwarb die Ronal den italienischen Radhersteller Speedline, der das Segment der Nutzfahrzeuge wie Lkw, Anhänger und Reisebusse abdeckt. Zugleich erweiterte die Gruppe ihre Tätigkeit auf den Racing- und Formel-1-Bereich. Mit der, im Jahr 2010, neu gegründeten Firma Speedline Truck, in Italien, wird die Produktpalette um Nutzfahrzeug-Schmiederäder erweitert.
2012 übernahm Ronal die Mehrheitsbeteiligung an Fullchamp, Taiwan, einen Spezialisten für Schmiederäder. 2013 brachte die Ronal Group zusammen mit dem australischen Unternehmen Carbon Revolution das erste einteilige Carbon-Rad auf den europäischen Zubehörmarkt. Mit der Übernahme der APP-Tech aus Padova, Italien, baute die Gruppe ihre Kapazität im Bereich Schmiederäder aus. Im Jahr 2016 wurde das Logistikcenter Ronlog in Forst, Deutschland eröffnet.
2019 feierte die Ronal-Gruppe ihr 50. Jubiläum.
2023 schlossen Ronal und deutsche Private-Equity-Gesellschaft Callista den Verkauf der Tochtergesellschaft Speedline S.r.l. inkl. der Marken «SpeedlineE» und «Speedline CorseE» per 1. Oktober 2023 rechtswirksam ab. Die Ronal-Gruppe setzt in ihrer neuen Gesellschaft Ronal Italia Services S.r.l. sowohl ihre Support-Aktivitäten für den italienischen Markt als auch gruppenweite Tätigkeiten fort. Ronal akquirierte für den strategischen Ausbau der Bad- und Wellness-Division die Unternehmen mit den dazugehörigen Marken Glass 1989, Karol (beide Italien) und Kudos (UK, Südafrika). 2024 wurde der Unternehmensbereich SanSwiss umfirmiert in Ronal Bathrooms. Die Produktmarke SanSwiss wird zu Ronal umbenannt.

## Unternehmen
Das Unternehmen beschäftigt rund 7.000 Mitarbeitende und ist Produzent sowohl von Guss- als auch Schmiederädern. Das Unternehmen ist sowohl im Erstausrüstungs- als auch im Zubehörmarkt für Pkw und Nutzfahrzeuge tätig.
Die Ronal-Gruppe verfügt über 12 Produktionswerke für Räder, sechs Werke zur Herstellung der Badmöbel, zwei Standorte für den Werkzeugbau und ein Logistikcenter und ist in elf Ländern mit eigenen Vertriebsstandorten präsent. Das Unternehmen produziert ca. 16 Mio. Räder für die Automobilindustrie und die Eigenmarken Ronal und Speedline Truck pro Jahr. Die Ronal AG entwickelt und produziert ihre Produktionswerkzeuge selbst. Diese entstehen an den beiden Standorten Cantanhede in Portugal und Härkingen in der Schweiz. Das Unternehmen verfügt darüber hinaus über ein eigenes Forschungs- und Entwicklungszentrum in Forst in Deutschland.

## Geschäftsbereiche
- OEM: Erstausrüstung für Pkw, beliefert Automobilhersteller weltweit
- Pkw: Zubehörmarkt mit den Marken Ronal und Speedline Corse
- Nutzfahrzeug: Erst- und Nachrüstung für Lkw, Busse und Anhänger mit der Marke Speedline Truck
- Sanitär: Ronal Bathrooms, spezialisiert auf die Herstellung von hochwertigen Duscheinheiten.

## Technologie
Um die Räder leichter zu gestalten, setzt die Ronal-Gruppe verschiedenen Technologien ein wie z. B. Flowforming und Schmieden. Des Weiteren verwendet die Gruppe unterschiedliche Verfahren für die Oberflächenveredelung wie Multi Color Rim (MCR), Pad Printing, Laser oder auch Glanzfräsen und Polieren.